# Tucacas (paroisse civile)
Pour les articles homonymes, voir Tucacas.
Tucacas est l'une des deux paroisses civiles de la municipalité de José Laurencio Silva dans l'État de Falcón au Venezuela. Sa capitale est Tucacas. Elle abrite notamment le parc national Morrocoy.

## Géographie

### Démographie
Hormis sa capitale Tucacas, la paroisse civile abrite plusieurs localités dont :
- Agua Linda
- Buena Vista
- El Cuatro
- Felipito
- La Luisa
- La Soledad
- Las Lapas
- Lizardo
- Morrocoy
- Tucacas
- Urbanización El Tuque